# Gamma Cephei Ab

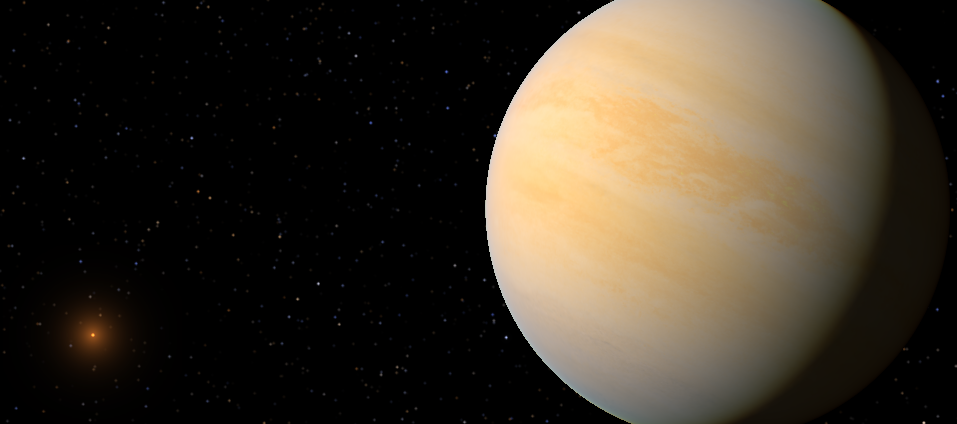
Concepção artística do planeta Gamma Cephei Ab e a estrela B.

Gamma Cephei Ab é um planeta extrassolar localizado há aproximadamente 45 anos-luz de distância a partir da Terra na constelação de Cepheus. O planeta foi confirmado que está em órbita em torno Gamma Cephei em 2002, mas a primeira suspeita da existência do mesmo foi por volta de 1988 (fazendo este planeta, sem dúvida, o primeiro verdadeiro planeta extrassolar descoberto).

## Detecção e descoberta

### Reclamações de 1988
Os primeiros indícios de Gamma Cephei Ab foram relatados em julho de 1988. O planeta foi tentativamente identificado por uma equipe de astrônomos canadenses, que era liderada por Bruce Campbell, Gordon Walker e  Stephenson Yang, enquanto a sua existência também foi anunciada por Anthony Lawton e P. Wright em 1989. Embora não seja confirmado, o que teria sido o primeiro verdadeiro planeta extrassolar, e foi colocado a hipótese com base na mesma velocidade radial técnica depois utilizada com sucesso por outros. No entanto, o pedido foi recolhido em 1992, devido à qualidade dos dados não ser bom o suficiente para fazer uma descoberta sólida.

### Confirmação de 2002
Em 24 de setembro de 2002, Gamma Cephei Ab foi finalmente confirmado. A equipe de astrônomos (incluindo William D. Cochran, Artie P. Hatzes, et al.) anunciou a confirmação preliminar de um planeta que já era suspeito há muito tempo, Gamma Cephei Ab, com uma massa mínima de 1,59 MJ (1,59 vezes maior do que Júpiter). Os parâmetros foram posteriormente recalculados quando a detecção direta da estrela secundária Gamma Cephei B permitiu aos astrônomos estabelecer melhor as propriedades do sistema. Gamma Cephei Ab se move em uma órbita elíptica com uma semieixo maior de 2,044 UA que leva quase dois anos e meio para ser concluída. A excentricidade orbital é de 0,115, o que significa que se move entre 1,81 e 2,28 UA em distância orbital em torno Gamma Cephei A, o que no Sistema Solar o iria colocá-lo a partir de um pouco além da órbita de Marte, para o interior do cinturão de asteroides.
Dados Hipparcos recolhidos em 2006 restringe sua massa abaixo "13,3 MJ no nível de confiança de 95%, e 16,9 MJ no nível de confiança de 99,73%". Estes dados é o suficiente para verificar que não é outra anã marrom ou vermelha invisível.